# Felix the Cat
Felix the Cat (En español Felix el Gato) es un videojuego lanzado en 1992 para la consola Nintendo Entertainment System y en 1993 para Game Boy; fue publicado y desarrollado por Hudson Soft. Está basado en el personaje del gato Félix.
Konami lanzará las versiones de NES y Game Boy para Nintendo Switch, PlayStation 5 y PlayStation 4 el 28 de marzo de 2024.

## Sinopsis
El juego consiste en controlar al gato Félix para derrotar al malvado Profesor que secuestró a Kitty, la novia de Félix. La versión para Game Boy es igual a la versión de Nintendo Entertainment System pero incluye menos niveles.

## Sistema de juego
Felix the Cat goza de un sistema de juego simple. El bóton A se utiliza para saltar (presionado repetidamente permite volar o nadar en ciertos niveles), y el botón B se utiliza para atacar. El tipo de ataque varía dependiendo del nivel de magia. Cuando Félix cae en un pozo sin fondo (más allá del fondo del nivel) o cuando el contador de tiempo llega a cero, el jugador pierde una vida sin importar el nivel de magia conseguido.

### Poderes mágicos y objetos
En la esquina superior izquierda de la pantalla aparece un medidor basado en corazones de cuánto poder mágico dispone Félix. El poder mágico disminuye en una unidad cada seis segundos. Se puede recuperar recogiendo botellas de leche (doz corazones por cada botella), corazones e iconos con la letra F (que suben la cantidad al máximo). Los corazones, que aparecen de los emblemas con el rostro de Félix, incrementan en una unidad el nivel de magia. Dependiendo del tipo de nivel, existen desde una hasta tres diferentes transformaciones. Al recoger un corazón, si Félix se encuentra en su nivel máximo de magia, se obtiene una vida extra y se recupera completamente el poder mágico. Los iconos con la letra F también obtener una vida extra. Cuanto mayor es el nivel mágico, mayor es el poder y alcance de los ataques y la agilidad, facilitando el derrotar a los enemigos. Cuando el medido de corazones llega a cero, se reduce un nivel de magia (se retrocede un nivel de transformación), y el medidor vuelve a iniciar el conteo regresivo desde diez.

### Enemigos
Los enemigos son variados y tienen un comportamiento simple. Entre ellos se incluyen topos, troncos de árboles, cañones, aves, peces y ocho diferentes jefes de nivel. Los proyectiles o cualquier otro objeto disparado siguen uno de los recorridos predeterminados: en línea recta o formando un arco. Los enemigos se mueven de manera horizontal hacia la izquierda o la derecha de la pantalla a una velocidad constante, rebotan sobre el suelo, o disparan —los enemigos con movimientos más complejos persiguen a Félix a baja velocidad. Si Félix es golpeado por un enemigo o un proyectil, su nivel de magia se reduce en una unidad; si Félix está en su nivel más bajo de magia, pierde una vida.

### Los emblemas con el rostro de Félix
El sistema de juego de los emblemas con el rostro de Félix es muy simple:
- Cada uno vale 50 puntos;
- Cuando se recoge una cantidad divisible por cinco pero no por diez, aparecen tres botellas de leche;
- Cuando se recoge una cantidad divisible por diez, aparece un corazón si Félix no está en su nivel máximo de magia. Si es así, se necesidad una cantidad que sea divisible por veinte para que aparezca un corazón que otorga una vida extra.
- Cuando se recogen 100, se obtiene una vida extra.

## Los mundos

### Transformaciones disponibles
La cadena de transformaciones de Félix varía según el tipo de nivel en que se encuentra:
- La tierra firme es el tipo de nivel más común. Hay cuatro niveles de magia (3 transformaciones): base, mago, auto y tanque.
- Niveles que Félix debe atravesar volando —presionando el botón A se gana altura. Hay tres niveles de magia (dos transformaciones): paraguas, globo aerostático y aeroplano.
- Niveles sobre la superficie del agua. En estos niveles la fuerza del agua hace retroceder al personaje. Hay dos niveles de magia (una transformación): canoa y delfín. Este tipo de niveles preceder a uno de buceo.
- Niveles que se deben atravesar buceando. Este tipo de niveles son similares a los que se atraviesan volando. Hay tres niveles de magia (dos transformaciones): esnórquel, tortuga marina, y submarino. Los niveles de buceo están precedidos siempre por un nivel sobre la superficie del agua.
- Un nivel que se debe atravesar en nave espacial. La misma puede disparar proyectiles a cierta distancia. Si los corazones de la transformación llegan al mínimo, Félix cambia a su forma base y automáticamente muere. Al reaparecer, recupera la nave.

### Mundos a atravesar
En la versión para Nintendo Entertainment System hay nueve mundos, generalmente divididos en tres niveles cada uno, y todos salvo uno incluyen un jefe final.
- El primer mundo es complementadamente sobre tierra firme. Se obtienen 10000 puntos por vencer al jefe.
- El segundo mundo comienza con un nivel que se recorre volando y continua con dos sobre tierra. Se obtienen 20000 puntos por vencer al jefe.
- El tercer mundo comienza con dos niveles sobre tierra y termina con un nivel que se recorre volando. Se obtienen 30000 puntos por vencer al jefe.
- El cuarto mundo comienza con un nivel sobre tierra, continua con uno sobre la superficie del agua y termina en uno que consiste en bucear. Se obtienen 40000 puntos por vencer al jefe.
- El quinto mundo comienza sobre tierra, continua en el aire y termina en tierra nuevamente. Se obtienen 50000 puntos por vencer al jefe.
- El sexto incluye sólo dos niveles: el primero sobre la superficie del agua y el segundo bajo el agua. Se obtienen 60000 puntos por vencer al jefe.
- El séptimo mundo es completamente sobre tierra. Se obtienen 70000 puntos por vencer al jefe.
- El octavo mundo sólo incluye un nivel que se atraviesa viajando en una nave espacial. No hay jefe final en este mundo.
- El noveno mundo es completamente sobre tierra. Se obtienen 90000 puntos por vencer al jefe.

A veces, entre cada mundo, se muestra una conversación telefónica entre Félix y el malvado Profesor. Esto normalmente ocurre antes del comienzo de los mundos uno, tres, cinco y siete.

### Mundos del bolso mágico
Escondidos en los diferentes niveles se encuentran grandes réplicas del bolso mágico de Félix. Se puede ingresar en ellos posicionándose arriba y presionando la flecha direccional hacia abajo. Dentro se pueden encontrar varios emblemas con el rostro de Félix (normalmente entre 10 y 20) y ocasionalmente dos réplicas del bolso mágico iguales al que se usó de entrada. El que se encuentra a la derecha es un atajo hacía zonas más avanzadas del nivel mientras que el de la izquierda permite regresar al bolso mágico que sirvió de entrada.